# Khwar
Khwar fou un antic grup de pobles que formen modernament el sharistan (comtat) de Garmsar a la província de Markazi (Província Central = ustan-e Markazi) anomenat també Khwar-i Rayy (Khwar-e Rayy) com a distinció amb una altra població (poc rellevant) del mateix nom a Fars.
Històricament el districte de Khwar incloïa les viles d'Aradan i Dih Namak. Estava a l'est del congost anomenat Portes Caspianes o Portes de la Càspia i era a tres dies de viatge de Rayy. La seva superfície moderna és d'uns 2000 km² i formen el comtat 73 pobles. La població del comtat el 1966 era de 35.678 persones (1956: uns 33.500). Hi viuen diversos grups turcmans destacant els pazuki, els osanlu, els alikahi i els koti. El sistema d'irrigació de la zona és peculiar i exemple de reg per un petit riu.